# یواس‌اس دارک (ای‌پی‌ای-۱۵۹)
یواس‌اس دارک (ای‌پی‌ای-۱۵۹) (به انگلیسی: USS Darke (APA-159)) یک کشتی بود که طول آن ۴۵۵ فوت (۱۳۹ متر) بود. این کشتی در سال ۱۹۴۴ ساخته شد.